# ジョゼ・ジョヴァンニ
ジョゼ・ジョヴァンニ（Jose Giovanni, 1923年6月22日 - 2004年4月24日）は、フランスの小説家、映画監督、脚本家である。

## 生涯
フランスパリ出生、コルシカ島出身。本名はJoseph Damiani（ジョゼフ・ダミアニ）。戦時中から犯罪組織と関係し、かつファシスト政党フランス人民党に所属、ゲシュタポ協力者であった。誘拐や盗みなどを犯す。終戦直後、少なくとも3件の強盗殺人に関与し、死刑を宣告されるが、大統領恩赦を受けてまぬがれる。1956年に出所。
自らの経験を踏まえ小説家として活動。監督、脚本家としても活躍した。アラン・ドロンと組んだ『暗黒街のふたり』（1973年）、『ル・ジタン』（1975年）などの映画作品は、高い評価を得た。他に映画『冒険者たち』（1967年）の原作も発表している。同作品は、アラン・ドロン、ジョアンナ・シムカス、リノ・バンチュラで映画化され、人気作となった。
1960年代からスイスに在住。生涯に映画15本、脚本33本、小説20冊、回想録2冊、テレビ番組5本を発表した。数奇な運命をたどったが、2004年に脳出血のためスイスローザンヌの病院で死去、享年80歳。

## 作品

### 小説
- 穴（1958年/Le Trou）　映画『穴』の原作。
- おとしまえをつけろ（1958年/Le Deuxieme Souffle）
- 墓場なき野郎ども（1958年/Classe tous Risques）　1960年に『墓場なき野郎ども』として映画化。
- ひとり狼（1958年/L'EXCOMMUNIE） ※映画『勝負(かた)をつけろ』（1961年）と『ラ・スクムーン』（1972年）の原作。
- 気ちがいピエロ（1959年/HISTOIRE DE FOU）
- 生き残った者の掟（1960年/Les Aventuriers）　映画『冒険者たち』と『生き残った者の掟』の原作。
- オー!（1964年/Ho!）
- ル・ジタン（1975年/LE GITAN）
- わが友、裏切り者（1977年/Mon ami le traître）
- 犬橇（1978年/Le Musher）
- 狼たちの標的（1982年/LES LOUPS ENTRE EUX） ※ジャン・シュミット（Jean Schmitt）との共著。
- 復讐の狼（1984年/Un Vengeur est passe）
- 父よ（1995年/Il avait dans le cœur des jardins introuvables）

### 監督
- 生き残った者の掟（1966年/La Loi du Survivant）
- ベラクルスの男（1967年/Le Rapace）
- 最後のアドレス（1970年/Dernier domicle connu）
- Un aller simple（1971年）
- ラ・スクムーン（1972年/La Scoumoune）
- 暗黒街のふたり（1973年/Deux hommes dans la ville）
- Ou est passe Tom?（1974年）
- ル・ジタン（1975年/Le Gitan）
- ブーメランのように（1976年/Comme un boomerang）
- 掘った奪った逃げた（1979年/Les Egouts du paradis）
- Une robe noire pour un tueur（1980年）
- 冒険野郎（1983年/Le Ruffian）
- サンデー・キラー（1984年/Le Tueur du Dimanche＝テレビ）
- 狼たちの報酬（1986年/Les Loups entre eux）
- La Louve（1987年/テレビ）
- Mon ami le traitre（1988年）
- L'Irlandaise（1991年/テレビ）
- Crime al'altimetre（1996年/テレビ）
- 父よ（2001年/Mon Pere）

### 脚本
- 黄金に賭ける男(1966)

### 原作
- 冒険者たち（1967年/Les Aventuriers）
- 海へ 〜See you〜 - 日本映画で高倉健が主演。フィリップ・ルロワ（ニコラス・レイ監督のアメリカ映画北京の55日では伊丹十三と共演したフランスの映画俳優）も出演している。